# Um Copo de Cólera
Um Copo de Cólera é um filme brasileiro de 1999, do gênero drama, dirigido por Aluizio Abranches (em sua estreia como diretor), com roteiro de Flávio R. Tambellini baseado no romance homônimo de Raduan Nassar.
Estreou em 1999 no Festival Internacional de Berlim com ótima recepção. Também foi muito bem recebido pelo público nos cinemas brasileiros. Foi lançado, entre outros países, na Itália (pela Teodora Film), onde permaneceu em cartaz por um ano.
O casal de protagonistas foi vivido por Júlia Lemmertz e Alexandre Borges, que eram casados na época das filmagens. Do elenco participam também Marieta Severo, Ruth de Souza e Lineu Dias, pai de Júlia.

## Sinopse
Um ex-ativista constrói um mundo à parte numa chácara nos arredores de São Paulo. Ele vive caso de amor com uma jornalista politizada. O primeiro encontro entre os dois é marcado por um clima de sensualidade. Mas no dia seguinte, um rombo feito por saúvas em sua cerca viva deflagra um ataque de cólera que leva a trocas de acusações entre os dois. Da obra de Raduan Nassar.

## Elenco
- Júlia Lemmertz
- Alexandre Borges
- Ruth de Souza
- Linneu Dias
- Marieta Severo

## Prêmios e indicações
Grande Prêmio BR do Cinema Brasileiro 2000 (Brasil)
- Recebeu seis indicações, nas categorias de Melhor Filme Brasileiro, Melhor Atriz (Júlia Lemmertz), Melhor Lançamento, Melhor Edição, Melhor Trilha Sonora e Melhor Fotografia.[2]